# 29

29(이십구)는 28보다 크고 30보다 작은 자연수다.

## 수학
- 10번째 소수(素數)다. 앞의 소수는 23이고, 다음 소수는 쌍둥이 소수인 31이다.
  - 6번째 소피 제르맹 소수(↔ 59)다. 앞의 소피 제르맹 소수는 23, 다음은 41이다.
- 피타고라스 삼조의 빗변의 길이이다. ({\displaystyle 20^{2}+21^{2}=29^{2}})[a]
- 9번째 테트라나치 수다. 앞의 테트라나치 수는 15, 다음은 56이다.
- 7번째 뤼카 수다. 앞의 뤼카 수는 18, 다음은 47이다.
- {\displaystyle 29=2^{2}+3^{2}+4^{2}}
  - 연속하는 세 자연수의 제곱합으로 나타낼 수 있으며, 이 성질을 지닌 앞의 수는 14, 다음 수는 50이다.
- 일의 자리의 숫자가 9인 수들의 성질로, {\displaystyle 2+9=11}, {\displaystyle 2\times 9=18}, {\displaystyle 11+18=29}다.

## 과학
- 구리(Cu)의 원자번호.
- NGC 21/NGC 29: 안드로메다자리 방향에 있는 나선은하.

## 교통
- 고속도로
  - 세종포천고속도로의 노선번호.
  - 유럽 고속도로 29호선(영어판): 독일 쾰른에서 프랑스 사르그민까지 이어지는 유럽 고속도로.
  - 아우토반 29호선: 독일의 고속도로.
- 국도 제29호선
  - 대한민국 29번 국도: 전라남도 보성군 미력면에서 충청남도 서산시 대산읍까지 이어지는 대한민국의 국도.
  - 일본 29번 국도: 효고현 히메지시에서 돗토리현 돗토리시까지 이어지는 일본의 국도.
- 기타 도로
  - 현도 제29호선

## 군사
- U-29: 독일의 군용 잠수함. 제1차 세계 대전에 사용된 1913년제 모델(영어판)과 제2차 세계 대전에 사용된 1936년제 모델(영어판)이 있다.

## 문화유산
- 대한민국의 국보 제29호: 성덕대왕신종
- 대한민국의 보물 제29호: 김제 금산사 심원암 삼층석탑
- 대한민국의 사적 제29호: 경주 헌덕왕릉

## 방송
- 스카이라이프, 지니 TV, U+ TV의 MBC 에브리원 채널 번호.
- B tv의 수도권 지역 쇼핑엔티 채널 번호, 비수도권 지역 롯데원TV 채널 번호.
- LG헬로비전의 tvN 스토리 채널 번호.
- B tv 케이블과 KT HCN의 KT알파 쇼핑 채널 번호.

## 스포츠
- 최근까지 하계 올림픽은 총 29회가 열렸다.

## 작품
- 《29》: 라이언 애덤스의 정규 음반. 2005년 12월 19일 출시.

## 기타
- 날짜: 2월 9일
- 연도: 29년, 기원전 29년
- 달력에서 윤년이 저물때 4년마다 2월은 29일까지 있다. (총 366일, 그레고리력을 기준으로 400의 배수가 아닌 100의 배수 연도는 제외)
- 대한민국의 전직 대통령인 전두환은 군사 반란 및 비자금 축재로 추징금을 환수당하면서도 “통장에 29만 원밖에 없다 (정확히는 29만 1천원)”는 말을 하였다.
- 고기를 뜻하는 일본어 단어 ‘니쿠(にく)’의 숫자 고로아와세.